# 迪士尼好萊塢夢工場
迪士尼好萊塢夢工場（英語：Disney's Hollywood Studios）是一座坐落於美国佛罗里达州奥兰多华特迪士尼世界度假区里的一个迪士尼主题公园，於1989年5月1日開幕，占地54.6公頃。迪士尼好萊塢夢工場舊名為迪士尼米高梅影城；不過在迪士尼和米高梅的合作關係完結之後，就改名為迪士尼好萊塢夢工場直到現在。該主題樂園以好萊塢經典影片和影視娛樂、深入電影世界為主題，迪士尼好萊塢夢工場有大型戶外表演-Fantasmic!、Beauty and the Beast - Live on Stage。在2018年和2019年，迪士尼好萊塢夢工廠在其左側和下側已经建成“玩具總動園”及“星球大戰：銀河邊緣”這兩個龐大的新園區，和原本的樂園相加後其面積可以接近55公頃。另外，它的姐妹樂園是位於法國巴黎的華特迪士尼影城。

## 區域

### 好萊塢大道

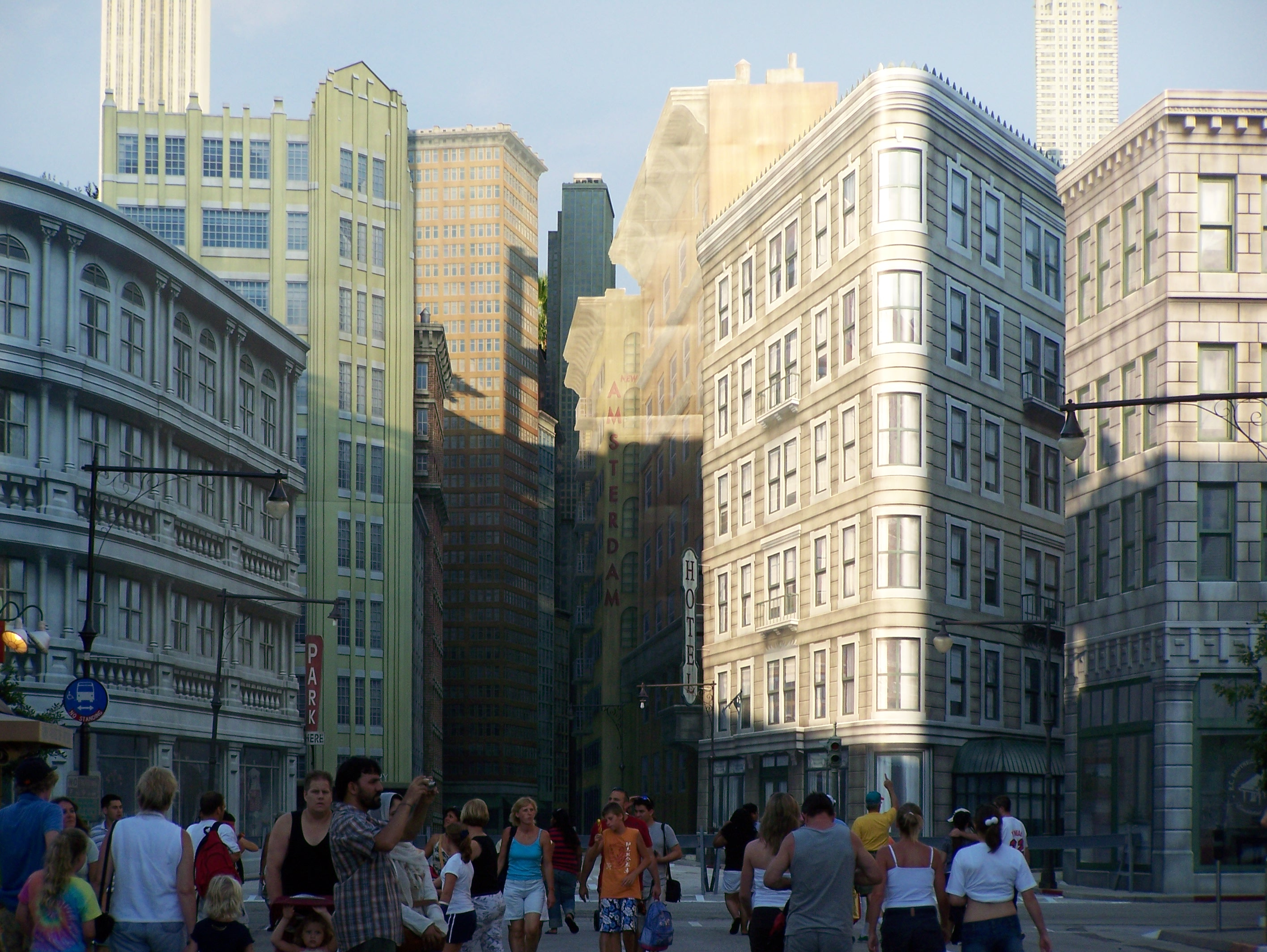
紐約景區。

仿照美國紐約和舊金山而製作的景區。這個區域是樂園內的主要購物區，也是通往其他部分園區的主要通道。

### 回音湖
靈感來自加州洛杉磯的同名社區，模仿好萊塢黃金時代郊區的「加州瘋狂」的建築形式，在這有兩家仿50年代的餐廳，Prime Time Cafe和Hollywood & Vine。
星際遨遊：冒險再續

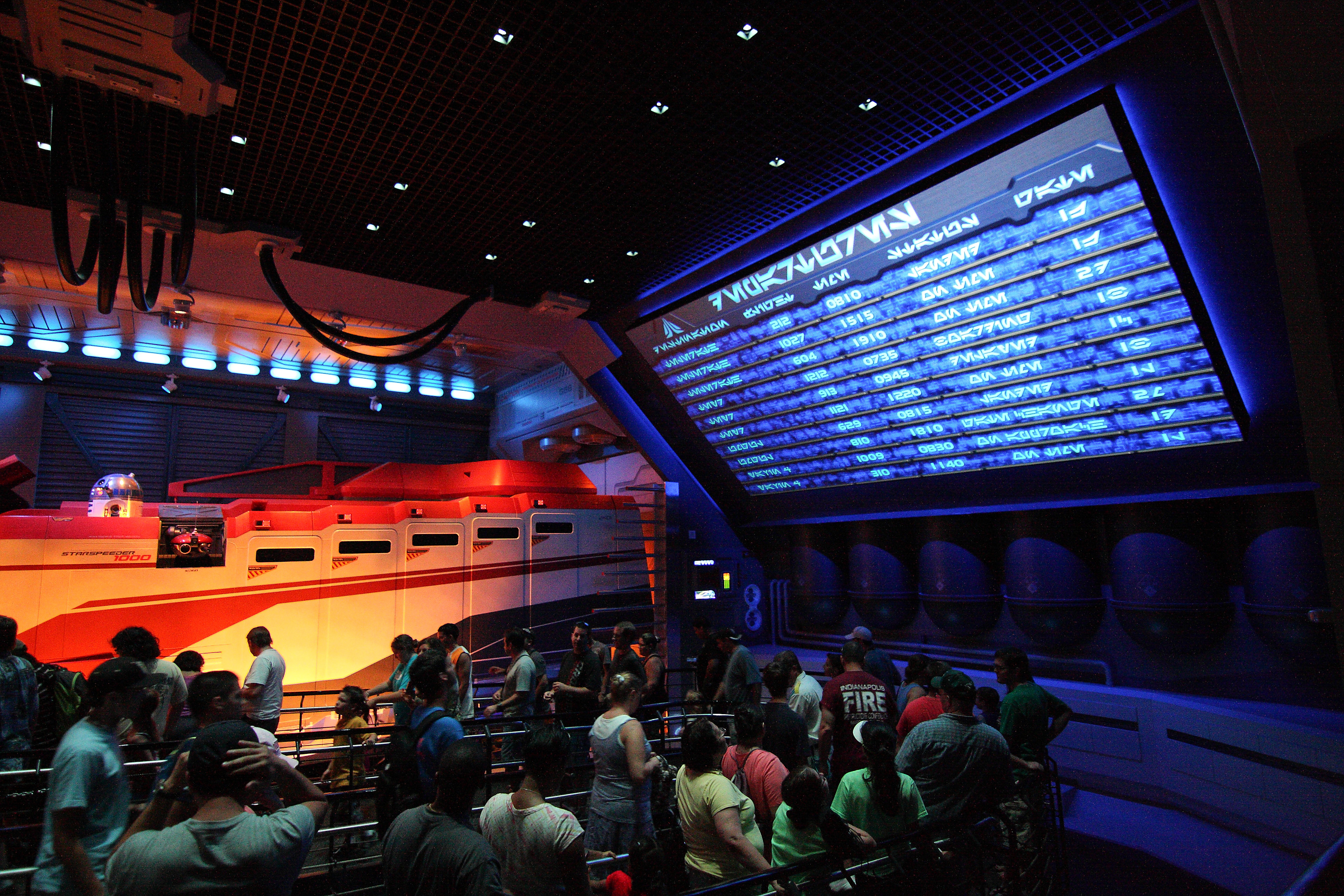
星球旅行。

以電影系列星球大戰為主題的星球旅行，是一個模擬器遊樂設施。最新的更新裡，星際遨遊：冒險再續的場景會隨機更新。

### 星球大戰：銀河邊緣
2019年剛建成的地區，全部以星球大戰為藍本設計的園區，能在設施《千年鷹號：走私者的逃亡》（Millennium Falcon: Smugglers Run）親自駕駛千年隼號和《星球大戰：抵抗軍的崛起》(Star Wars: Rise of the Resistance)支持抵抗運動。

### 美國大街
仿照當今洛杉磯的風格設計，設有3D電影《大青蛙布偶 3D 劇場》(Muppet Vision 3D)設施。

### 動畫坊
設有小美人魚真人布偶秀《小美人魚之旅》(Voyage of the Little Mermaid)和展示了華特迪士尼的心路歷程以及迪士尼樂園創建的《華特迪士尼鉅獻》(Walt Disney Present)。

### 日落大道

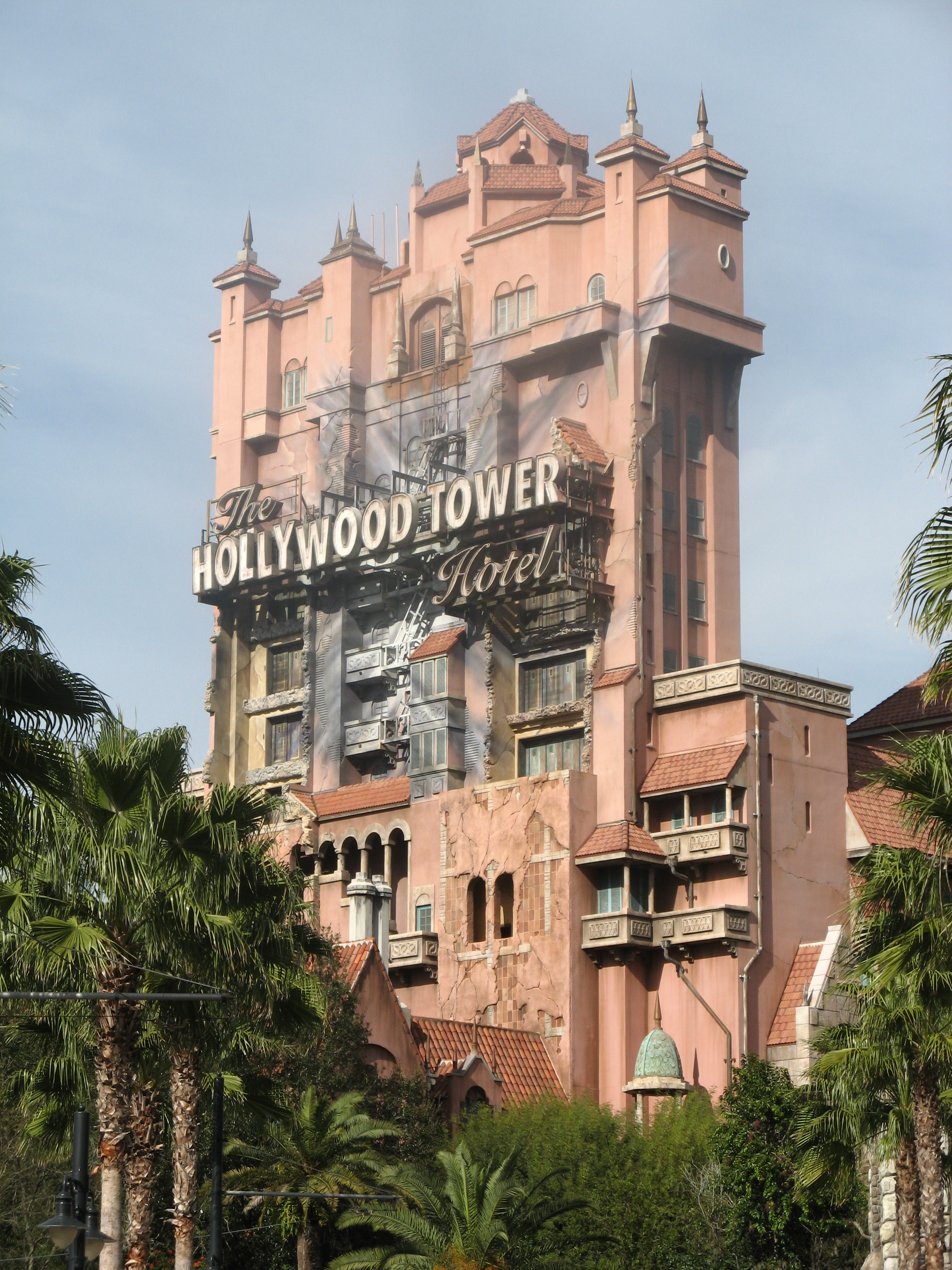
驚魂古塔
驚魂古塔設施是以電視影集《陰陽魔界》（The Twilight Zone）為背景主題，它是一種自由落體遊樂設施。

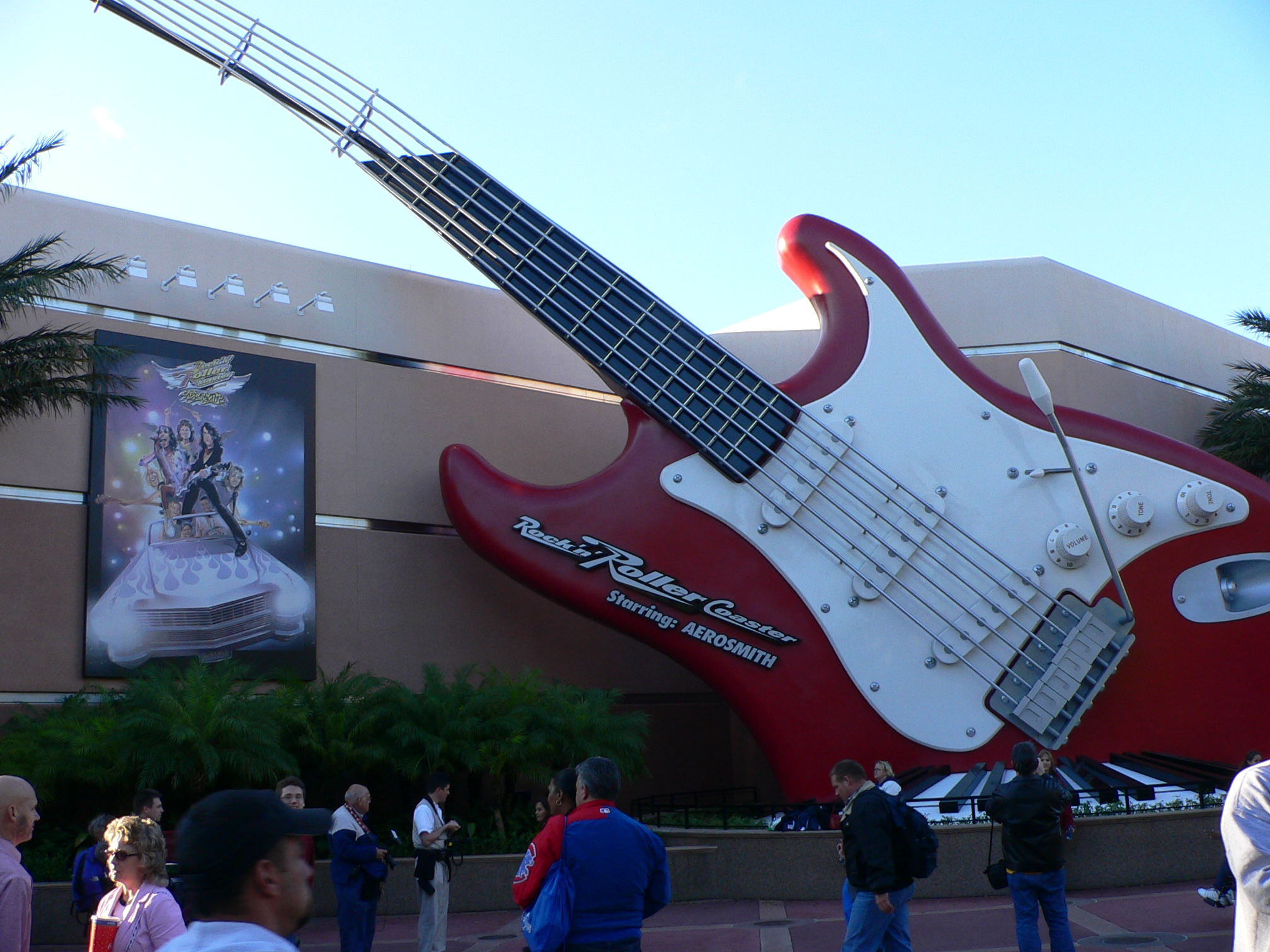
史密斯飛船搖滾轎車
室內的黑暗過山車，它會在2.8秒內達到每小時接近100公里的速度及進行三次翻轉。

### 皮克斯地區

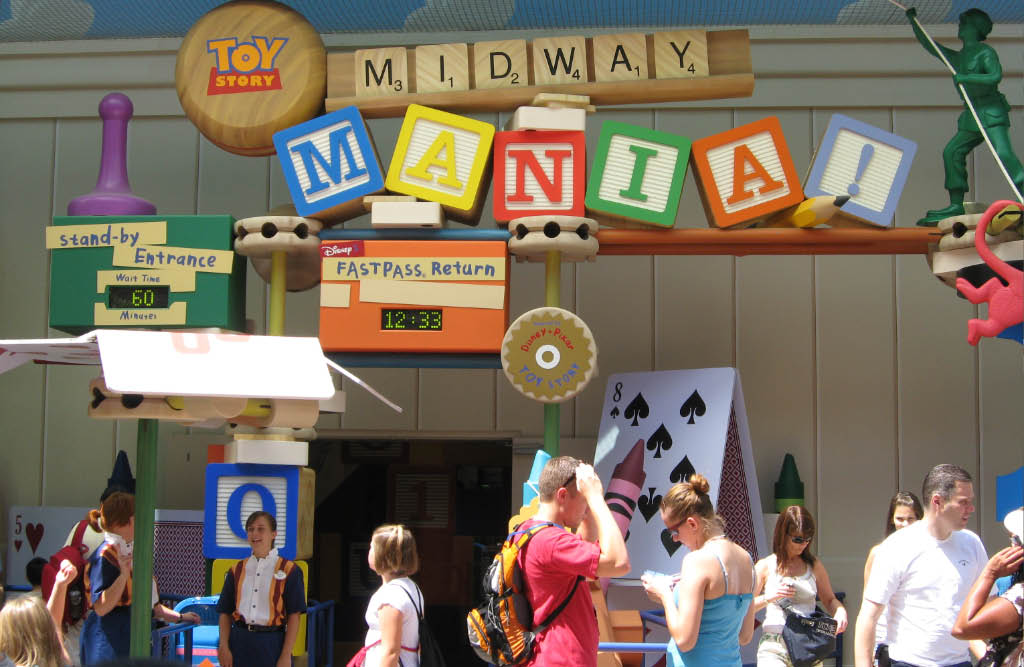
玩具總動員瘋狂遊戲屋

之前，此區域的唯一遊樂設施是玩具總動員瘋狂遊戲屋。2018年6月20日，玩具總動員園區開張，合並皮克斯園區，並推出彈簧狗雲霄飛車、三眼怪UFO遊樂設施。

### 玩具總動園
2019年建成的新園區，包含玩具總動員瘋狂遊戲屋和彈簧狗雲霄飛車，上述的皮克斯地區結合至此園區。

## 現場表演
幻想奇觀煙花大匯演 (英語 : Fantasmic!)
一個夜間娛樂表演。表演中使用特效煙火、真人演出、水舞效果、水幕投影、火焰、音樂等手法再現迪士尼動畫作品中的橋段。
星球大戰：銀河壯遊
將煙火、激光和投影映射結合，投射在中國劇院上，展示《星戰》的經典橋段。

## 意外事故
2005年7月14日，一名英國少女周二搭完驚魂古塔之後，心臟一度停跳，送院後危殆。院方以病人私隱為由，拒絕透露少女詳細病情。